# كفاءة المياه

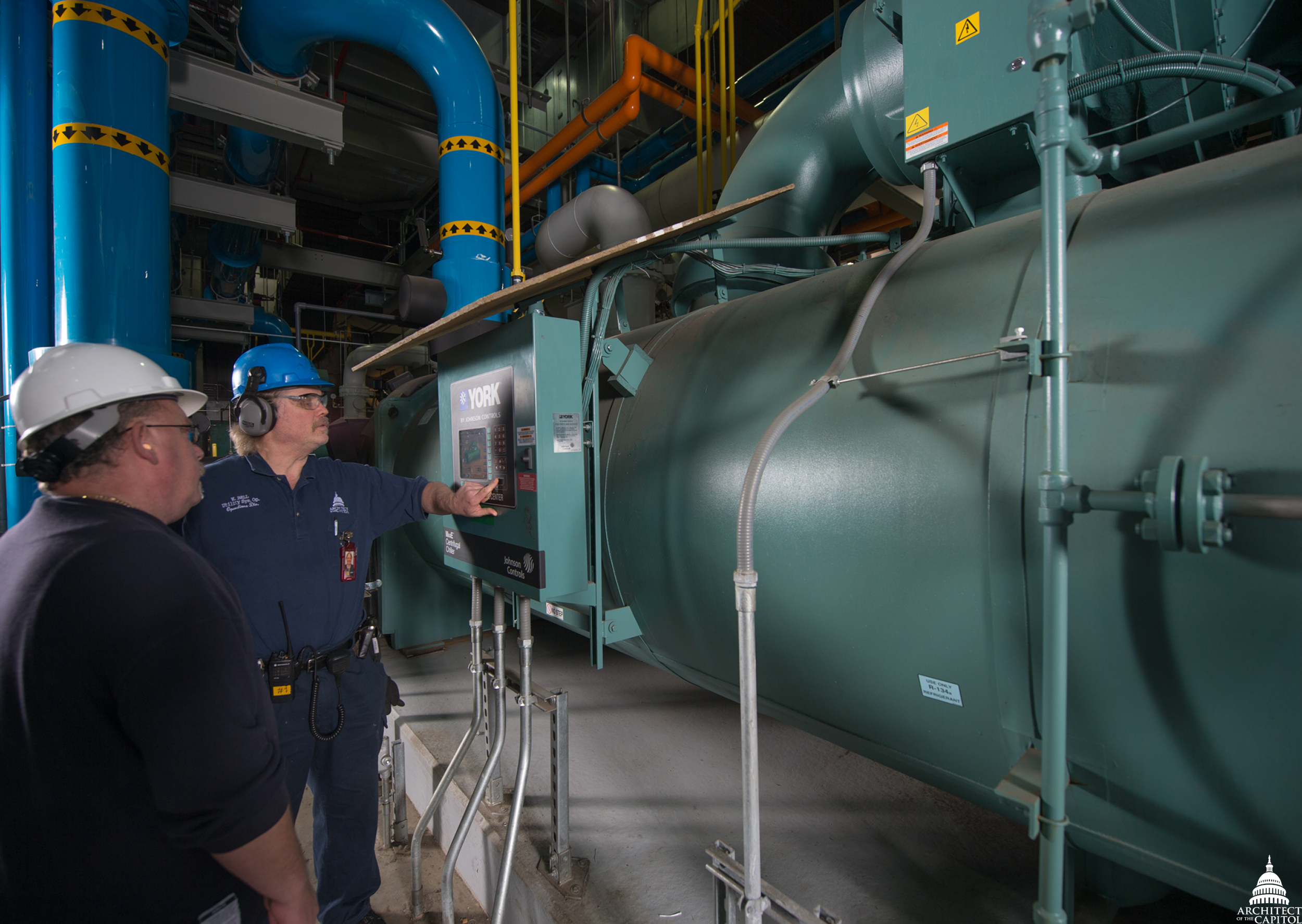

تعمل كفاءة المياه الحد من هدر المياه من خلال قياس كمية المياه المطلوبة لغرض معين وكمية المياه المستخدمة أو المنقولة. تختلف كفاءة المياه عن الحفاظ على المياه من حيث أنها تركز على الحد من النفايات، وليس تقييد الاستخدام. لا تركز حلول كفاءة المياه فقط على تقليل كمية المياه الصالحة للشرب المستخدمة، ولكن أيضًا على الحد من استخدام المياه غير الصالحة للشرب عند الاقتضاء (على سبيل المثال، مياه المرحاض، سقي المناظر الطبيعية ، إلخ.). كما تؤكد على التأثير الذي يمكن أن يكون للمستهلكين في كفاءة المياه من خلال إجراء تغييرات سلوكية صغيرة للحد من هدر المياه واختيار المزيد من المنتجات الموفرة للمياه.
تشمل الأمثلة على الخطوات التي تتسم بكفاءة استخدام المياه تثبيت صنابير التسرب، وتركيب أجهزة الإزاحة داخل صهاريج المرحاض، والرجال الذين يستخدمون المبولات بدلاً من أكشاك المرحاض، واستخدام غسالات الصحون والغسالات ذات الأحمال الكاملة. هذه هي الأشياء التي تندرج تحت تعريف كفاءة المياه، حيث أن الغرض منها هو الحصول على النتيجة المطلوبة أو مستوى الخدمة بأقل كمية من المياه.
وفقًا لتقرير الأمم المتحدة الثاني لتنمية المياه في العالم، إذا استمرت مستويات الاستهلاك الحالية، فسيعيش ثلثا سكان العالم في مناطق الإجهاد المائي بحلول عام 2025. زيادة الطلب البشري على المياه إلى جانب آثار تغير المناخ يعني أن مستقبل إمدادات المياه لدينا غير آمن. حتى الآن، لا يملك 2.6 مليار شخص المياه الصالحة للشرب. يضاف إلى ذلك التغيرات في المناخ والنمو السكاني وأنماط الحياة. تتطلب التغييرات في نمط الحياة والأنشطة البشرية المزيد من المياه للفرد. وهذا يشدد المنافسة على المياه بين الاستهلاك الزراعي والصناعي والبشري.